# Filoteusz (Uspienski)
Filoteusz, imię świeckie Timofiej Grigorjewicz Uspienski (ur. 3 stycznia?/15 stycznia 1808 w Zakobiakinie, zm. 17 stycznia?/29 stycznia 1882) – rosyjski biskup prawosławny.

## Życiorys
Ukończył seminarium duchowne w Jarosławiu. Następnie w 1828 podjął studia teologiczne w Moskiewskiej Akademii Duchownej, kończąc je w 1832 jako magister nauk teologicznych. Został zatrudniony w akademii jako wykładowca. 13 listopada 1832 złożył wieczyste śluby mnisze, następnie 19 listopada został wyświęcony na hierodiakona, zaś 20 listopada – na hieromnicha.
Od 1838 wykładał w Petersburskiej Akademii Duchownej teologię moralną i pastoralną oraz był p.o. inspektora. W maju 1839 podniesiony do godności archimandryty, zaś w październiku został na stałe inspektorem Akademii. Od 1842 profesor zwyczajny. W tym samym roku został przeniesiony do seminarium w Charkowie jako jego rektor, jednak dzięki rekomendacji metropolity moskiewskiego Filareta nominacja ta została cofnięta i duchowny trafił do bardziej prestiżowego Wifańskiego Seminarium Duchownego, również w charakterze rektora. Od 1845 do 1847 był również przełożonym monasteru św. Jana Chryzostoma w Moskwie. W 1847 mianowany rektorem moskiewskiego seminarium duchownego, a następnie także przełożonym monasteru Wysoko-Pietrowskiego w Moskwie.
18 grudnia 1849 miała miejsce jego chirotonia na biskupa dmitrowskiego, wikariusza eparchii moskiewskiej. Tradycyjnie łączył urząd z kierowaniem monasteru św. Sawy Storożewskiego. W 1853 przeniesiony na katedrę kostromską. Brał udział w koronacji cara Aleksandra II i jego żony Marii Aleksandrowny. W 1857 przeniesiony na katedrę twerską. W 1859 został włączony w poczet członków Świątobliwego Synodu Rządzącego, przez co do 1868 faktycznie żył w Petersburgu, udając się do swojej eparchii jedynie w miesiącach letnich. W 1861 otrzymał godność arcybiskupią.
W 1876 objął katedrę kijowską i halicką, na którą został przeniesiony z uwagi na jego osiągnięcia w pracy duszpasterskiej oraz ascetyczny tryb życia, jaki prowadził. Urząd sprawował do śmierci w 1882. Został pochowany w cerkwi Podwyższenia Krzyża Pańskiego w Bliższych Pieczarach Ławry Pieczerskiej.